# Günther Windisch
Günther „Tschif“ Windisch, bürgerlich Günther Franz Windisch (* 8. Oktober 1943 in Leoben; † 7. Mai 2017) war ein österreichischer Maschinenbauingenieur und Schriftsteller.

## Leben
Windisch absolvierte Volks- und Hauptschule in seiner Heimatstadt Leoben und besuchte anschließend eine Höhere Technische Lehranstalt. Er war unter anderem als Projekt- und Montageleiter der Tafelglasanlage Medias, Geschäftsführer bei Faserplastik GmbH, Projekt- und Montageleiter bei Pultrusion Obninsk, Prokurist der Interprofil GmbH, Betriebsleiter der Glastrusion GmbH sowie Fachbeiratsvorsitzender des Österr. Arbeitskreis verst. Kunststoffe tätig.
Als Verfahrenstechniker für Pultrusionstechnologie war Windisch Pionier auf diesem Gebiet in Österreich und hielt außerdem  Vorträge in Brüssel, Freudenstadt, Düsseldorf, Cleveland und Cincinnati. Der Rufname „Tschif“ entstand auf einer dieser Reisen in den USA, aus den Initialen seiner beiden Vornamen: G.F.
Günther „Tschif“ Windisch arbeitete als freier Journalist, Schriftsteller und Dialektautor.
Er engagierte sich in Kulturvereinen, zum Beispiel war er Vorsitzender der Kulturinitiative „tmbh marketing“, Vorstandsmitglied der Ö.D.A. (Österreichische Dialektautoren und -archive), Mitglied der „Kulturinitiative Klopfzeichen“, des Kulturvereins „Zeitwerkstatt“, „Loser Kulturverein“, „1. Wiener Lesetheater“, Redaktionsmitglied der Dialektzeitschrift Morgenschtean sowie Redaktionsmitglied im Kunst- u Kulturradio MW 1476.
Mit besonderer Leidenschaft widmete er sich dem Poetry-Slam, vor allem als Slammaster, und etablierte auf diesem Wege den einzig regelmäßig ausgetragenen Dialekt-Poetry-Slam im deutschen Sprachraum in Wien.

## Schriften
Beiträge in Literaturzeitschriften:
- Morgenschtean
- DUM

und Anthologien:
- Ungehaltene Rede , Duftender Doppelpunkt Verlag, Wien 2008

## Poetry-Slam
Unter anderem:
- Sieg beim internationalen Pen Club Poetry Slam
- Sieg beim Beschleunigungs Slam im Ensembletheater
- 3. Platz bei der österr. Poetry-Slam-Meisterschaft 2007 (Ö-Slam)